# Ryū Shionoya
Ryū Shionoya (塩谷 立, Shionoya Ryū), né le 18 février 1950 à Fukuroi dans la préfecture de Shizuoka, est un homme politique japonais, membre du Parti libéral démocrate. Il est élu à la Chambre des représentants du Japon pour l'ancien 3e district électoral de Shizuoka de 1986 à 1996 puis pour son nouveau 8e district de 1999 à 2000 et de 2003 à 2009 et finalement pour le bloc proportionnel de Tōkai. Il fut ministre de l'Éducation, de la Culture, des Sports, des Sciences et de la Technologie du 92e Cabinet du Japon du 24 septembre 2008 au 16 septembre 2009.

## Formation et carrière professionnelle
Il est le fils d'un ancien représentant à la Diète du Japon pour l'ancien 3e district électoral de Shizuoka de 1967 à 1983 et de 1986 à 1989, Kazuo Shionoya (塩谷 一夫, Shionoya Kazuo, 1920-1989).
Après avoir passé toute sa scolarité dans sa préfecture natale, il commence ses études supérieures aux États-Unis et obtient son premier diplôme en 1972 de l'Ambassador College à Pasadena, Californie, établissement connu pour avoir été fondé par le télévangéliste américain Herbert W.Armstrong et considéré comme très proche de son Église universelle de Dieu.
De retour au Japon, il s'engage dans le domaine de l'éducation et fonde en 1973 l'Association internationale japonaise de la Jeunesse (国際 青少年 研修 協会, Kokusai Seishōnen Kenshū Kyōkai, KSKK), mouvement de jeunesse dont le but est de favoriser les échanges culturelles des jeunes japonais avec leurs camarades du monde entier, notamment en organisant des voyages à l'étranger ou en accueillant des élèves venus d'autres pays dans le cadre de camps de nature visant à conduire les enfants vers plus d'indépendance et à apprendre à vivre en communauté, selon des principes très proches du scoutisme. Cette organisation a obtenu l'accréditation de l'État pour devenir une dépendance du ministère de l'Éducation en 1978. Son père, Kazuo Shionoya, en est le premier président de 1978 jusqu'à son décès en 1989, Ryū Shionoya n'en prenant la tête qu'en 1994. En même temps qu'il lance cette fondation, il continue ses études et sort diplômé du département de sciences politiques de la faculté de droit de l'Université Keiō à Tōkyō en 1974.

## Carrière politique

### Des débuts difficiles
Après le décès de son père en 1989, il décide de reprendre le flambeau familial et est élu pour la première fois à la Chambre des représentants sous les couleurs du PLD lors des élections de 1990 dans l'ancien 3e district de Shizuoka, à savoir le tiers ouest de la préfecture, correspondant essentiellement à l'agglomération d'Hamamatsu, qui envoyait alors 4 députés à la chambre au vote unique non transférable. Il arrive en 4e position (la dernière pour être élu), avec 17,4 % des suffrages. Il est réélu aux législatives de 1993 et arrive cette fois en seconde position (et offre au PLD son meilleur score dans la circonscription), tout en n'améliorant pas réellement son résultat de 1993 puisqu'il n'obtient que 18,7 % des suffrages, et arrive loin derrière le premier élu (près de 50 000 voix derrière) et est très proche des 3e et 4e candidats qui eux aussi tournent autour des 100 000 votes.
La réforme électorale de 1994 transforme totalement la carte électorale japonaise : désormais le vote unit une part de scrutin uninominal majoritaire à un tour dans de nouveaux districts électoraux et une part de proportionnelle dans le cadre de grands blocs correspondant plus ou moins aux régions japonaises. L'ancien 3e district de Shizuoka est donc scindé en plusieurs circonscriptions, et Ryū Shionoya décide de se présenter, lors des élections de 1996 qui sont les premières à appliquer ces nouvelles modalités de vote, dans la 8e qui correspond au sud-est de la ville d'Hamamatsu, soit un secteur essentiellement urbain ayant une forte tradition progressiste (alors que l'ancien 3e district incluait des zones rurales, connues pour constituer des bastions électoraux au PLD). Il est alors battu par le candidat du Shinshintō (parti d'opposition néo-libéral et réformateur) Yasuyuki Kitawaki, obtenant 38,2 % des suffrages exprimés contre 49,5 % à Kitawaki.
Yasuyuki Kitawaki ayant démissionné de son mandat de député pour se lancer à la conquête de la mairie d'Hamamatsu (qu'il a remportée), Ryū Shionoya en profite pour prendre sa revanche et remporter ce 8e district lors d'une élection partielle tenue le 11 avril 1999, battant son adversaire Yasutomo Suzuki, candidat du Parti démocrate du Japon (PDJ) (parti de tendance centriste ayant succédé en 1998 au Shinshintō comme nouveau grand parti d'opposition au PLD), avec 48,5 % des suffrages. Il est toutefois battu en retour (et de justesse) par Suzuki lors des élections générales du 25 juin 2000, obtenant tout de même 43,5 % des voix contre 46,9 % à Suzuki.
Il faut donc attendre le scrutin de 2003 pour voir Ryū Shionoya s'imposer et se constituer une assise durable dans le 8e district électoral de Shizuoka puisqu'il prend sa revanche sur Yasutomo Suzuki en le battant par 47,4 % des suffrages contre 46,2 %. Il est réélu de manière plus nette, toujours face à Suzuki, en 2005 (qui voit alors sur le plan national le PLD remporter une victoire particulièrement nette), obtenant ainsi pour la première fois la majorité absolue des suffrages exprimés, soit 53,1 % des voix tandis que Suzuki n'en obtient que 42,2 %.

### Un travail parlementaire tourné vers l'éducation
À la Diète et au sein du PLD, Ryū Shionoya est considéré, étant donné son activité au sein de l'Association internationale de la jeunesse du Japon, comme un spécialiste des questions d'éducation et de la jeunesse. Il est ainsi directeur de la division jeunesse du parti de septembre 1993 à avril 1995, directeur de la Commission de l'Éducation, de la Culture et des Sports de la Chambre des représentants de mai 1999 à juin 2000, puis directeur de la division du conseil de la recherche politique du PLD à l'Éducation, à la Culture, aux Sports, aux Sciences et aux Technologies de novembre 2003 à septembre 2004 et 1er vice-ministre auprès du ministre de l'Éducation, des Sports, des Sciences et des Technologies Nariaki Nakayama, dans le second gouvernement de Jun'ichirō Koizumi, du 27 septembre 2004 au 21 septembre 2005.
Il a participé activement aux réflexions sur la réforme des enseignements engagées fin 2006, et est partisan d'orienter l'éducation vers la sensibilisation des jeunes japonais à l'éthique (notamment environnementale) et à la morale (comme le respect aux anciens et aux parents, à la famille et l'apprentissage de la vie en communauté), et cela dès le plus jeune âge (appelant à trouver un système général géré par le gouvernement central pour éduquer les enfants avant même qu'ils aient atteint l'âge minimum de scolarisation), tout en s'opposant à la proposition de faire de la morale une matière à part entière sur laquelle les élèves seraient notés, préférant en faire une notion présente dans chaque discipline. Venant d'une circonscription comportant de nombreuses communautés d'immigrés (notamment de Dekasegi, immigrés d'origines sud-américaines dont une grande majorité de Brésiliens), il veut également développer l'apprentissage du japonais au sein des différentes minorités ethniques du pays.
Finalement, après l'élection de Tarō Asō le 24 septembre 2008, celui-ci lui offre son premier portefeuille ministériel au sein de son Cabinet, et il devient donc ministre de l'Éducation, à la Culture, aux Sports, aux Sciences et aux Technologies. Il est chargé d'appliquer les décisions du livre blanc de la réforme de l'éducation, et a d'ores et déjà déclaré vouloir le faire dans la concertation avec les syndicats d'enseignants, et notamment avec le principal d'entre eux, le Nikkyōso. Il a dû faire face dans ce domaine aux déclarations de son collègue du Territoire, des Infrastructures et des Transports, et ancien ministre de l'Éducation (qu'il avait secondé en tant que vice-ministre) Nariaki Nakayama (démissionnaire moins d'une semaine après sa nomination dans le gouvernement Asō pour ses déclarations controversées). Nakayama avait notamment affirmé que les établissements comportant le plus d'enseignants inscrits au Nikkyōso étaient ceux fournissant les plus mauvais résultats scolaires, ce que Shionoya a immédiatement démenti. Sur le plan de la Science, il a déclaré qu'il ferait tout pour sauver, dans un contexte de crise financière, le plan gouvernemental sur 5 ans de 25 milliards de yens (soit environ 175 millions d'euros) de promotion des sciences et des technologies, et veut mettre l'accent notamment sur les technologies environnementales.
Lors des élections législatives du 30 août 2009, il fait partie des ministres victimes de la vague électorale qui porte au pouvoir l'opposition emmenée par le PDJ. Il est ainsi battu dans sa circonscription du 8e district de Shizuoka par le jeune candidat (38 ans) démocrate Susumu Saitō. Il est toutefois réélu au scrutin proportionnel plurinominal dans le bloc de Tōkai.

### Faction au sein du PLD
Il est membre au sein du PLD du Seiwa Seisaku Kenkyūkai (清和政策研究会) ou « Conseil pour la nouvelle politique Seiwa », l'une des plus importantes factions internes au parti, qui a donné tous les Premiers ministres japonais qui se sont succédé entre 2000 et 2008 et qui est actuellement dirigée par l'ancien secrétaire général du Cabinet Nobutaka Machimura (et pour cela appelée généralement dans la presse faction Machimura). Cette mouvance est considérée comme celle militant le plus pour une réforme profonde à la fois du système de fonctionnement du parti (et notamment la fin du statu quo et de la lutte de pouvoir entre les factions) mais aussi de la constitution et de l'administration japonaise, passant par une politique néo-libérale de privatisation et de dérèglementation. Il fut d'ailleurs secrétaire général adjoint du gouvernement Fukuda, secondant alors Nobutaka Machimura, du 25 septembre 2007 au 24 septembre 2008. Lors des élections à la présidence du parti prévues pour le 28 septembre 2009, il soutient le candidat de sa faction, Yasutoshi Nishimura.